# Schweizer Franken

Banknoten der neunten Serie von 2016
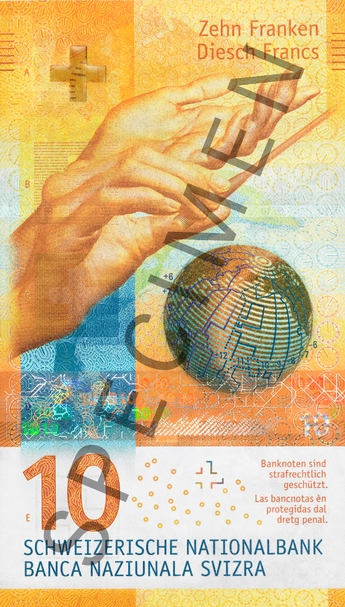
CHF 10
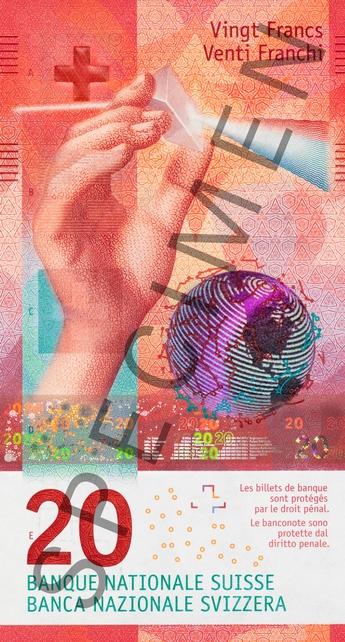
CHF 20
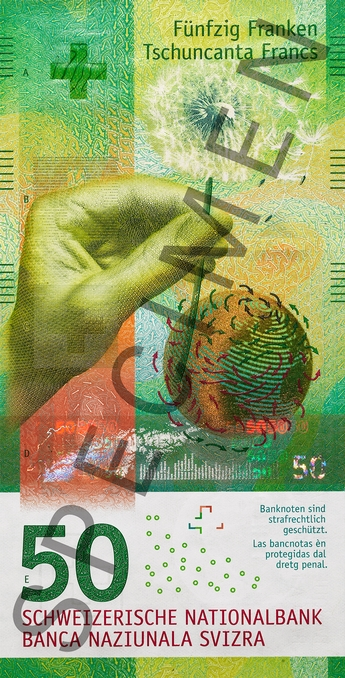
CHF 50
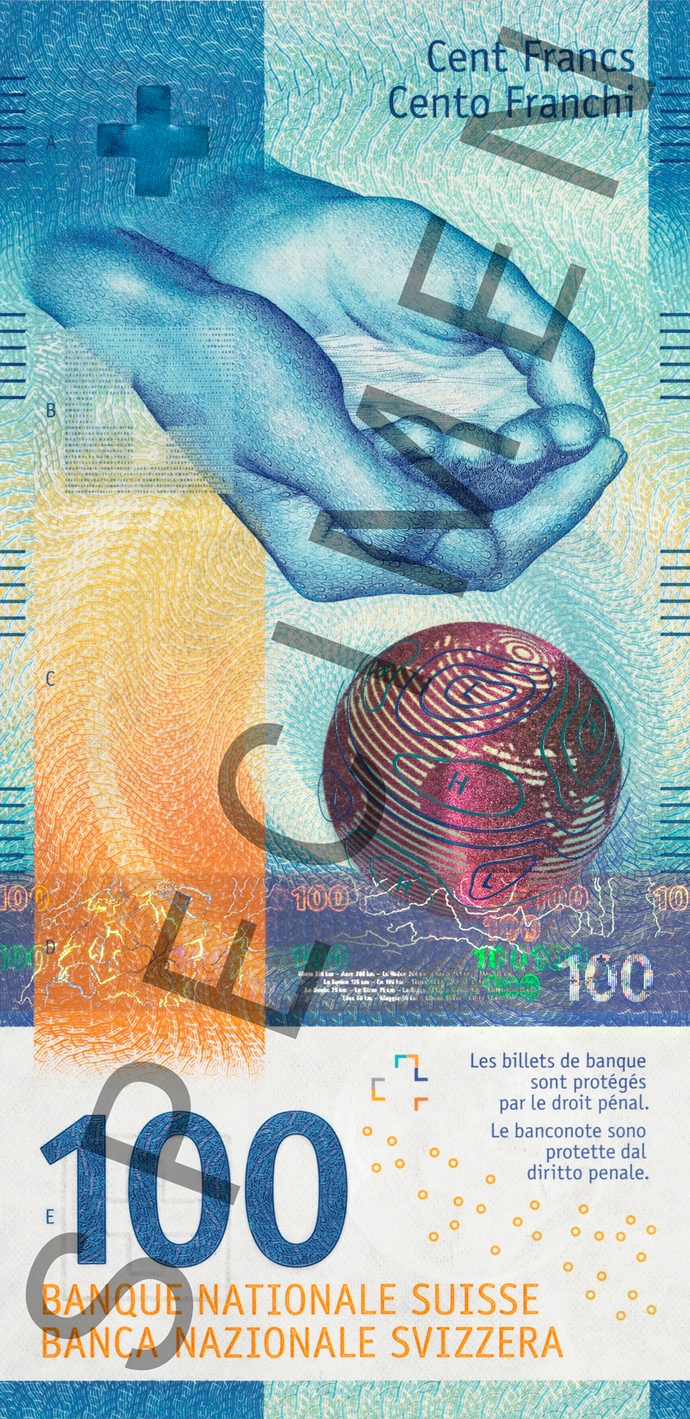
CHF 100
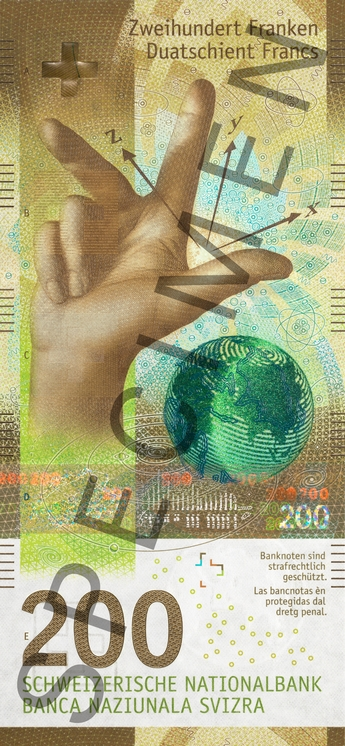
CHF 200
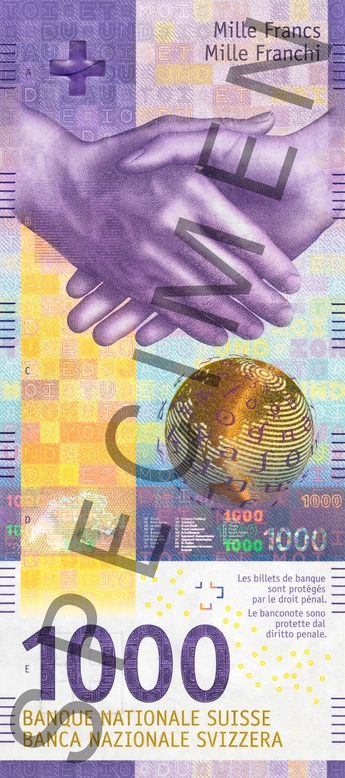
CHF 1000

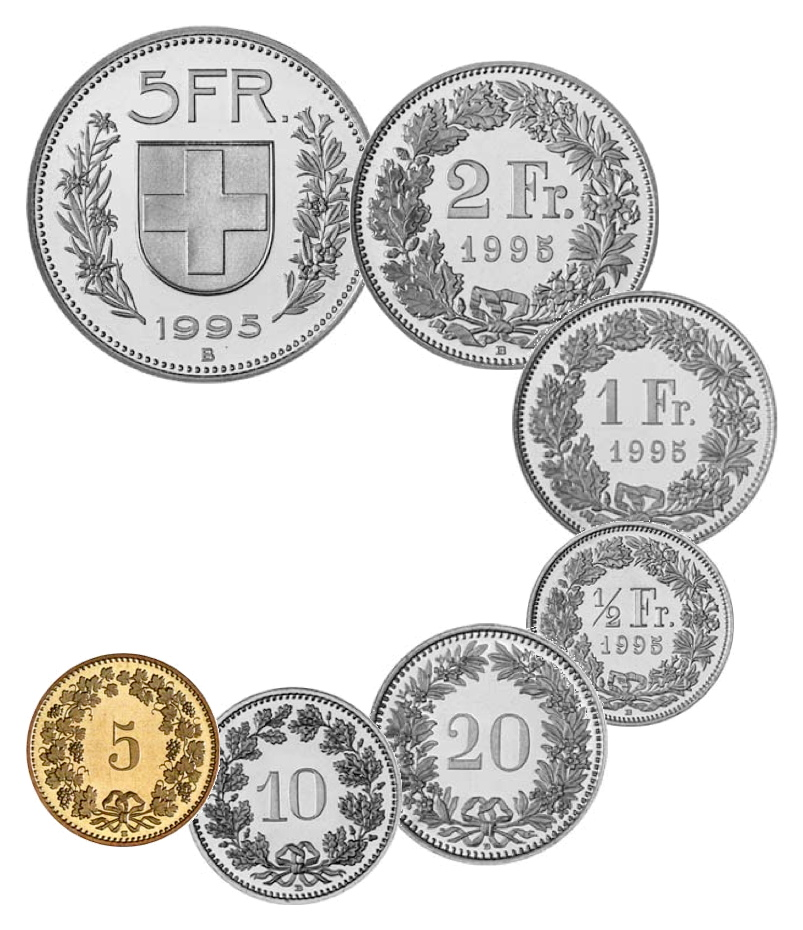
CHF 5, 2, 1, ½, –.20, –.10, –.05

Der Schweizer Franken, schweizerhochdeutsch auch Schweizerfranken geschrieben, (schweizerdeutsch Schwiizerfranke, französisch franc suisse, italienisch franco svizzero, rätoromanisch franc svizzerⓘ) ist die Währung der Schweizerischen Eidgenossenschaft und des Fürstentums Liechtenstein. Er wird von der Schweizerischen Nationalbank herausgegeben und wird in 100 Rappen (französisch centimes, italienisch centesimi, rätoromanisch raps) unterteilt. Seine Abkürzung nach ISO 4217 ist CHF, nach Art. 1 MünzV auf Deutsch Fr., in den anderen Sprachen fr., für Rappenbeträge wird das Kürzel Rp. (französisch c., italienisch ct., rätoromanisch rp.) benutzt.
In der Schweiz ist das Dezimaltrennzeichen in einer Währungsangabe ein Punkt, das Währungskürzel wird vorangesetzt, dies nicht nur für den Schweizer Franken, sondern generell (z. B. Fr. 12.35 oder CHF 12.35).
Ausserdem ist der Schweizer Franken die amtliche Währung in der italienischen Exklave Campione d’Italia. In Büsingen am Hochrhein, der deutschen Exklave in der Schweiz, wird überwiegend mit Schweizer Franken gezahlt, obwohl der Euro gesetzliches Zahlungsmittel ist.

## Geschichte

### Vorgeschichte

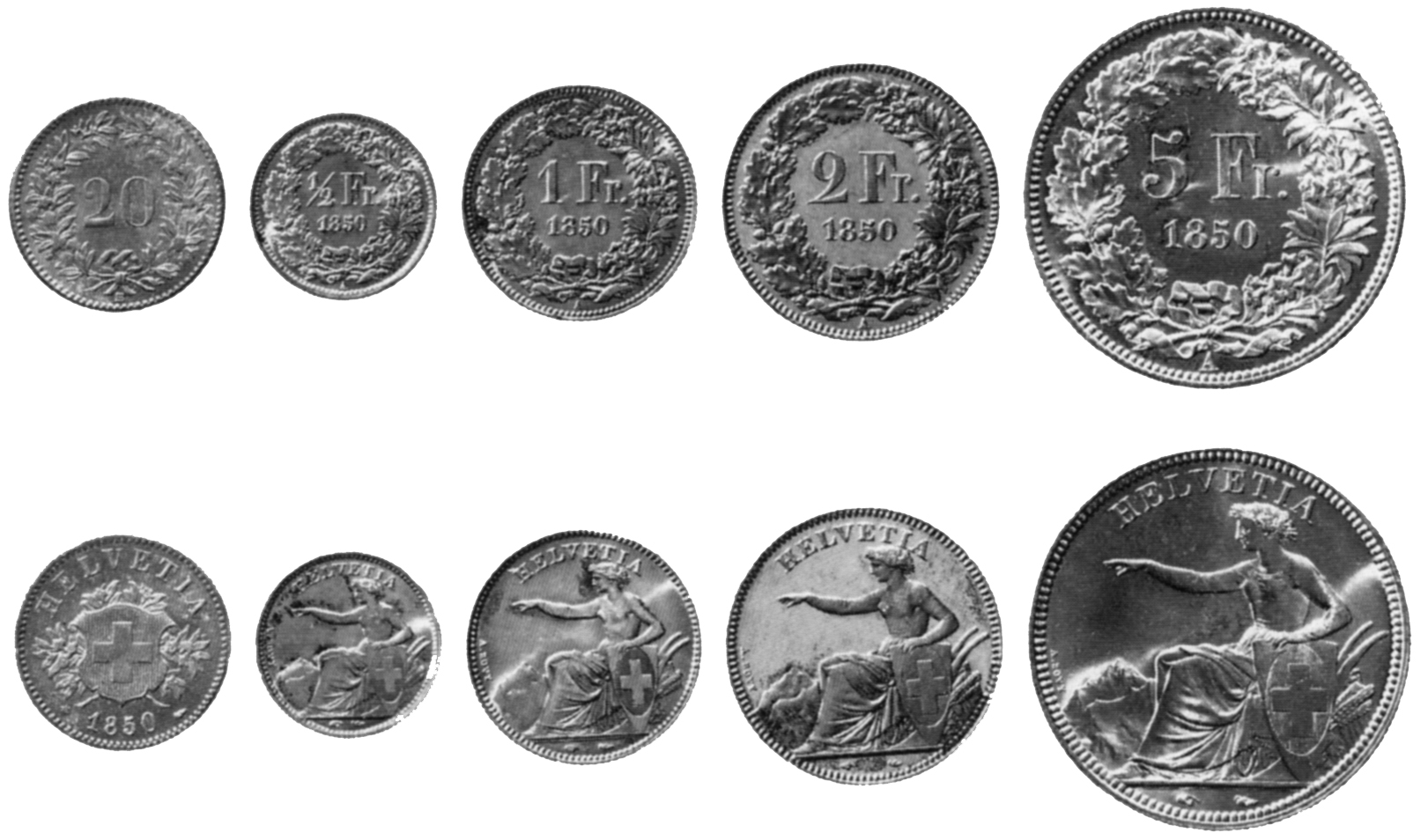
Die ersten Schweizer-Franken-Münzen von 1850

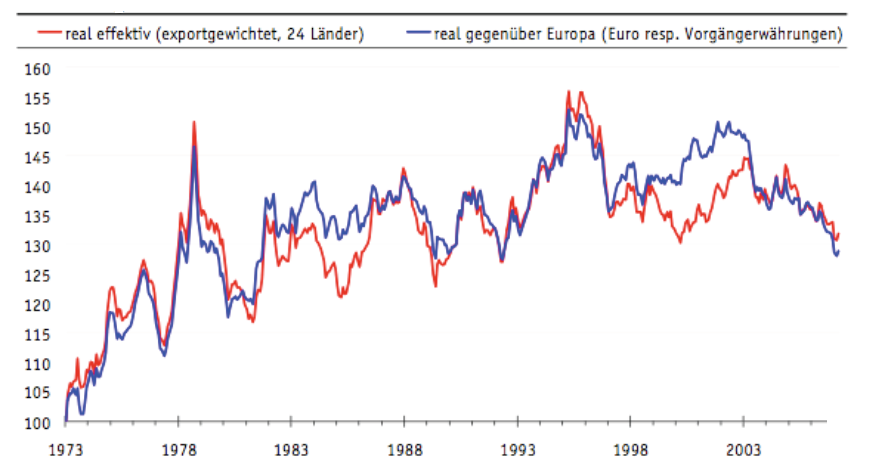
Aussenwert des Frankens

Bis zur Gründung der Helvetischen Republik im Jahr 1798 war die Ausgabe von Münzen Sache der Kantone (Orte), Städte, Abteien und einzelner Herrschaften. 1798 wurde von den Franzosen eine einheitliche Frankenwährung (französisch: «franc de Suisse») eingeführt. Ein Franken entsprach 10 bernischen Batzen oder 6,614 Gramm reinem Silber oder 1,4597 französischen Franken. Unterteilt war die Währung in 10 Batzen oder 100 Rappen.
Die bisher als Rechnungswährung z. B. in Bern geführte Krone entsprach 25 Batzen.
Mit der Mediation von 1803 ging die Münzhoheit an die Kantone zurück. Die Tagsatzung legte allerdings den Schweizer Franken (nun auf 6,77025 Gramm Feinsilber oder 1,5 französische Francs festgesetzt) als einheitliche Währung fest. Die Kurantmünzen der Kantone orientierten sich an dieser Einheit, während die Scheidemünzen oft noch in den alten Einheiten geprägt wurden.

### Einführung 1850
Nachdem 1848 die Schweiz als Bundesstaat geschaffen worden war, wurde der Bund für die Währung zuständig. Mit dem «Bundesgesetz über das eidgenössische Münzwesen» vom 7. Mai 1850 wurde der Franken, der sich nun am französischen (Silber-)Franc orientierte, als Währung der Schweiz eingeführt. Dabei ging der Einführung eine grosse Debatte um die Anbindung an das französische System des Franc oder das süddeutsche System des Gulden voraus, wobei sich die französischsprachige Schweiz und Basel für die Anbindung an Frankreich und der Rest der Deutschschweiz für das süddeutsche Modell aussprachen. Ab 1850 wurden neue Münzen geprägt und im Jahr darauf herausgegeben. Am Rand des Münzbildes der Schweizer Franken von 1850 und 1851 befindet sich die Signatur des bedeutenden Schweizer Bildhauers, Münzgraveurs und Medailleurs Antoine Bovy (A. BOVY).

### Lateinische Münzunion (1865–1927) und Weltwirtschaftskrise
Von 1865 bis 1927 war die Schweiz Mitglied der Lateinischen Münzunion, was bedeutete, dass Gold- und Silbermünzen aus Frankreich, Belgien, Italien und Griechenland in der Schweiz als offizielle Zahlungsmittel zirkulierten. Die Bestimmungen der Münzunion legten fest, dass die Einheit der jeweiligen Landeswährung 4,5 Gramm Silber oder 0,290322 Gramm Gold entsprach. Sogar nachdem die Union in den 1910er Jahren bedeutungslos geworden war und 1927 offiziell endete, blieb die Goldparität für den Schweizer Franken erhalten, bis dieser 1936 als Folge der Weltwirtschaftskrise um 30 Prozent abgewertet werden musste.
Der im Rahmen des Goldstandards festgelegte Wechselkurs gegenüber der Mark betrug 1912 0,81 und war 1932 noch unverändert.

### Bretton-Woods-System (1949–1973)
Von 1945 bis zum Zusammenbruch des Bretton-Woods-Systems 1973 war der Schweizer Franken an den US-Dollar gekoppelt. Der Kurs betrug von 1945 bis 1949 4,30521 Franken pro Dollar, von 1949 bis 1973 4,375 Franken pro Dollar bzw. 0,203125 g Gold pro Franken. Seither verlor der Dollar stets an Wert.

### 1973–2011
Der Schweizer Franken gilt seit dem Zusammenbruch des Bretton-Woods-Systems als stabile und krisensichere Währung, die von der Entwicklung der schweizerischen Volkswirtschaft profitierte. Das Vertrauen der Anleger in die Schweiz als Finanzplatz und in die wirtschaftliche und politische Stabilität des Landes machte den Schweizer Franken zu einer begehrten international verbreiteten Anlagewährung. In der Vergangenheit hatte sich der Schweizer Franken für internationale Investoren als «sicherer Hafen» erwiesen, wenn die Welt von politischen oder wirtschaftlichen Katastrophen erschüttert wurde. Dieses Vertrauen äusserte sich im Aufwertungsdruck auf den Wechselkurs des Frankens durch steigende Nachfrage auf den internationalen Finanzmärkten.

### Festgesetzter Mindestkurs (2011–2015)
Die Schweizerische Nationalbank (SNB) hatte aufgrund einer lang anhaltenden Überbewertung des Schweizer Frankens im September 2011 einen Mindestkurs von EUR 1.– = CHF 1.20 festgelegt. Am 15. Januar 2015 hob sie diesen Mindestkurs per sofort auf.

#### Ursachen und Festsetzung (2011)
Veranlasst durch den Ausbruch der Eurokrise in den PIIGS-Staaten (ab Mai 2010) und die hohe Staatsverschuldung der Vereinigten Staaten wurde der Schweizer Franken von internationalen Anlegern sehr stark nachgefragt. Allein von Mai 2010 bis Anfang August 2011 stieg der Wechselkurs des Schweizer Frankens um über 30 % gegenüber dem Euro bzw. um über 25 % gegenüber dem US-Dollar. Die Schweizerische Nationalbank (SNB) versuchte durch verschiedene Massnahmen die Überbewertung des Schweizer Frankens zu stoppen, da die zunehmend höher bewertete Landeswährung die exportorientierte Wirtschaft belastete und das Risiko einer Deflation barg. 2009 und 2010 wurden ausländische Wertpapiere aufgekauft, dann 2011 der Leitzins gesenkt und die Geldmenge erhöht. Im September 2011 kündigte die SNB schliesslich unlimitierte Deviseneinkäufe zur Durchsetzung des Kursziels von mindestens 1.20 Franken je Euro an.

«Nationalbank legt Mindestkurs von 1.20 Franken pro Euro fest:
Die gegenwärtig massive Überbewertung des Schweizer Frankens stellt eine akute Bedrohung für die Schweizer Wirtschaft dar und birgt das Risiko einer deflationären Entwicklung.
Die Schweizerische Nationalbank strebt daher eine deutliche und dauerhafte Abschwächung des Frankens an. Sie toleriert am Devisenmarkt ab sofort keinen Euro-Franken-Kurs unter dem Mindestkurs von 1.20. Die Nationalbank wird den Mindestkurs mit aller Konsequenz durchsetzen und ist bereit, unbeschränkt Devisen zu kaufen.
Der Franken ist auch bei 1.20 pro Euro hoch bewertet und sollte sich über die Zeit weiter abschwächen. Falls die Wirtschaftsaussichten und die deflationären Risiken es erfordern, wird die Nationalbank weitere Massnahmen ergreifen.»

#### Aufhebung des Mindestkurses (2015)
Am 15. Januar 2015 wurde der im September 2011 eingeführte Mindestkurs von 1.20 Schweizer Franken pro Euro von der Schweizerischen Nationalbank (SNB) aufgehoben. Gleichzeitig wurde der Negativzins für Guthaben auf Girokonten, die einen bestimmten Freibetrag übersteigen, um 0,5 Prozentpunkte auf −0,75 % erhöht. Das Zielband für den Dreimonats-Libor verschob die Schweizer Zentralbank damit ab 15. Januar 2015 ganz in den negativen Bereich von bisher −0,75 % bis 0,25 % auf −1,25 % bis −0,25 %. Die Einführung von Negativzinsen hatte die SNB bereits im Dezember 2014 angekündigt.

##### Gründe der Aufhebung
Die SNB begründete die Aufhebung des seit mehr als drei Jahren geltenden Mindestkurses mit der deutlichen Abwertung des Euro gegenüber dem US-Dollar, die verbunden war mit einer Schwächung des Schweizer Frankens gegenüber der US-Währung. Angesichts der Entwicklung der Geldpolitik in den Vereinigten Staaten und im Euroraum war die Schweizerische Nationalbank zu dem Schluss gekommen, dass die Durchsetzung und Aufrechterhaltung des Mindestkurses nicht mehr gerechtfertigt ist.
Hintergrund der Entscheidung der SNB waren das Anstehen der ersten Zinserhöhung in den Vereinigten Staaten seit der Finanzkrise und die erwartete Lockerung der Geldpolitik durch die Europäische Zentralbank (EZB). Bekannt war, dass die EZB am 22. Januar 2015 über ein Programm zum breit angelegten Kauf von Staatsanleihen nach amerikanischem Vorbild entscheiden würde. Es war zu befürchten, dass die bewusste Schwächung des Euro durch eine Geldpolitik der quantitativen Lockerung (QE) seitens der EZB zu einem Zufluss grosser Mengen an Liquidität in das Finanzsystem – mit dem Franken als «natürliches Ablaufbecken» – führen wird. Speziell der festgeschriebene Wechselkurs von 1.20 Schweizer Franken pro Euro liess hohe Zuflüsse an Liquidität erwarten.
Nachdem der Euro im Dezember 2014 noch zum Preis von 1.25 US-Dollar am Geldmarkt gehandelt worden war, sanken die Inflationserwartungen in Europa, und der Euro verlor immer mehr an Wert. Ein schwacher Euro aber ist in Anbetracht sinkender Inflationserwartungen und zunehmender Abwertung als Referenzwährung für den Schweizer Franken ungeeignet. Da dies am Geldmarkt nicht unbemerkt blieb, waren im Dezember 2014 seit langem wieder Interventionen der SNB in die Schweizer Währung notwendig. Im Extremfall wäre die SNB gezwungen gewesen, Schweizer Franken weit über das geldpolitisch verantwortbare Mass auf den Markt zu bringen. Darüber hinaus würden Verluste auf den Devisenbeständen auch bedeuten, dass kein Geld mehr an Bund und Kantone der Schweiz hätte ausgeschüttet werden können.
In Anbetracht dieser Risiken, die der SNB zu gross im Vergleich zu den volkswirtschaftlichen Vorteilen eines fixen Wechselkurses erschienen, entschloss sich die Schweizer Zentralbank, den Euro-Wechselkurs freizugeben. Letztlich machten die zunehmenden Geldflüsse auf dem Devisenmarkt, die im Dezember 2014 angefangen hatten, diese Entscheidung der Schweizerischen Nationalbank notwendig. In den Tagen vor der Aufhebung des Euro-Mindestkurses verging kein Tag mehr ohne grosse Interventionen. Im Januar hätten hochgerechnet 100 Milliarden Franken ausgegeben werden müssen, um den Mindestkurs zu halten. Dieser Betrag wurde durch Extrapolation ermittelt und basierend auf den ansteigenden Summen der Interventionen der SNB in den Tagen vor der Aufhebung.
Die SNB selbst hatte die Aufhebung des Mindestkurses in einer Medienmitteilung zunächst mit folgenden Worten begründet:

«Die Unterschiede in der geldpolitischen Ausrichtung der bedeutenden Währungsräume haben sich in letzter Zeit markant verstärkt und dürften sich noch weiter akzentuieren. Der Euro hat sich gegenüber dem US-Dollar deutlich abgewertet, wodurch sich auch der Franken zum US-Dollar abgeschwächt hat. Vor diesem Hintergrund ist die Nationalbank zum Schluss gekommen, dass die Durchsetzung und die Aufrechterhaltung des Euro-Franken-Mindestkurses nicht mehr gerechtfertigt sind.»

Am Nachmittag desselben Tages verteidigte SNB-Präsident Thomas Jordan persönlich Gründe und Vorgehensweise der Schweizerischen Nationalbank in einer Pressekonferenz. SNB-Direktor Fritz Zurbrügg rechtfertigte beides nochmals ausführlich in einem Interview, das er der Schweizer Zeitung «Blick» am 22. Januar 2015 gab. Als Grund für die plötzliche Freigabe des Wechselkurses nannte er das Auseinanderdriften der Wirtschaft der Europäischen Union und der Wirtschaft der Vereinigten Staaten. Die starke Aufwertung des US-Dollars hatte zu einer entsprechend starken Abwertung des Schweizer Frankens gegenüber der US-Währung geführt. Grund für die Abwertung der Schweizer Währung war die Kopplung des Mindestkurses des Schweizer Frankens an den Wechselkurs Euro/US-Dollar.«Vor diesem Hintergrund war der Mindestkurs nicht mehr gerechtfertigt. Er wäre nur noch mit sehr hohen Interventionen aufrechtzuerhalten gewesen», so Fritz Zurbrügg wörtlich. Die notwendigen Interventionsbeträge zur Aufrechterhaltung des Mindestkurses in den Tagen vor der Entscheidung des Direktoriums der SNB wurden immer grösser. Hochgerechnet auf einen Monat, wäre allein im Januar ein Betrag von 100 Milliarden Schweizer Franken notwendig gewesen. Derartige Interventionen der Zentralbanken führen zu grossen weltwirtschaftlichen Verzerrungen. Ein Festhalten der SNB am Mindestkurs hätte zu einer so starken Erhöhung der Zentralbankbilanz der Schweizer Zentralbank geführt, dass diese langfristig Gefahr gelaufen wäre, die Kontrolle über ihre Geldpolitik zu verlieren. → Weiterführendes unter: Weblinks

##### Folgen der Aufhebung

###### Globaler Devisenmarkt
Nach der Aufhebung des Euro-Mindestkurses stürzte der Wechselkurs des Euro zum Schweizer Franken sofort ab. Zeitweise lag der Kurs des Euro unter einem Franken. Um 11 Uhr wurde 1 Euro zu 1.05 Franken am Devisenmarkt gehandelt. Der Preis des US-Dollar verbilligte sich. Mussten vor Freigabe des Wechselkurses noch 1.02 Schweizer Franken (CHF) pro US-Dollar (USD) gezahlt werden, waren es danach nur noch CHF –.86 per USD. Unmittelbar nach der Kursfreigabe gingen mindestens zwei Währungshändler in Insolvenz: der neuseeländische Devisenhändler Global Brokers am 15. Januar 2015 und der britische Devisenhändler Alpari am 16. Januar 2015. Nach Auskunft von Alpari hat die Entscheidung der SNB zu extremen Kursschwankungen und «zum Austrocknen jeglicher Liquidität» geführt und in der Folge bei der Mehrheit der Firmenkunden zu Verlusten, die ihr Einlagenkapital überstiegen. Für vom Kunden nicht abgedeckte Verluste musste der Devisenhändler einstehen. Der in gleicher Weise betroffene Devisenhändler Global Brokers teilte mit, durch Verluste und Liquiditätsprobleme den Anforderungen der Finanzaufsicht nicht mehr zu genügen, versicherte seinen Kunden aber, dass deren Einlagen sicher seien. Der grösste US-amerikanische Devisenhändler und Onlinebroker für Kleinanleger FXCM meldete Kundenverluste von 225 Millionen, andere Händler von mehreren zehn Millionen US-Dollar. Nachdem der Kurs der Aktie von FXCM um mehr als 70 % gefallen war, wurde die Firma mit einem Notkredit in Höhe von 300 Millionen US-Dollar gerettet.
Devisenhändler müssen in den Vereinigten Staaten nur zwei Prozent der gehandelten Währungssumme abdecken, da Währungen üblicherweise nicht so stark schwanken wie Aktien. Kundenverluste, die über Einlagen der Kunden hinausgehen, müssen auch in den Vereinigten Staaten vom Devisenhändler ausgeglichen werden. Das Wall Street Journal berichtete in der Nacht vom 16./17. Januar 2015 unter Bezug auf eingeweihte Kreise, dass auch die Deutsche Bank mit massiven Verlusten in Höhe von etwa 150 Millionen US-Dollar rechnen muss, ebenso wie die US-Grossbank Citigroup in gleicher Grössenordnung. Auch die britische Grossbank Barclays und einige Hedgefonds sollen erhebliche Verluste erlitten haben.
In der Schweiz brach nach der abrupten Aufhebung des Mindestkurses CHF/Euro der Aktienmarkt sofort ein, während andere europäische Aktienmärkte zwar in Turbulenzen gerieten, sich dann aber wieder beruhigten. Viele Anleger erlitten an der Schweizer Börse innerhalb von zwei Tagen Verluste in zweistelliger Millionenhöhe. Einzelne Aktien verloren vorübergehend über 20 Prozent ihres Wertes.

###### Schweiz
Nach Kursfreigabe des Frankens sank im März 2015 die Zahl von Übernachtungen in Schweizer Hotels um 7,4 Prozent. Von den europäischen Besuchern übernachteten 14,5 Prozent, von den deutschen Touristen 15,9 Prozent weniger in den Hotels des Landes.
Das reale Bruttoinlandprodukt (BIP) der Schweiz schrumpfte im dritten Quartal 2015 um 0,1 Prozent und wuchs im Folgequartal um 0,4 Prozent.

###### Deutschland
Deutsche Privatpersonen waren per November 2014 mit insgesamt 7,2 Milliarden Schweizer Franken verschuldet, Unternehmen mit 5,2 Milliarden, öffentliche Haushalte insgesamt mit ca. 1,78 Milliarden Schweizer Franken. Dabei wurde ein ungesicherter Fremdwährungskredit trotz der unvermeidbaren Währungsspekulation den Kommunen sogar von der Gemeindeprüfungsanstalt empfohlen.
| Gebietskörperschaft                     | Kreditsumme   | Mehrbelastung in Euro                                        |
| --------------------------------------- | ------------- | ------------------------------------------------------------ |
| Stadt Bochum                            | EUR 180 Mio.  | 30 Mio.                                                      |
| Stadt Burglengenfeld (Kommunalbetriebe) | > CHF 30 Mio. | 3,7 Mio.                                                     |
| Stadt Essen                             | CHF 450 Mio.  | 75 Mio. gegenüber Jahresanfang, 160 Mio. seit Kreditaufnahme |
| Stadt Gladbeck                          | EUR 64 Mio.   |                                                              |
| Stadt Ingolstadt                        | CHF 33 Mio.   | hat für den Ausstieg 1,2 Mio. bezahlt                        |
| Stadt Lünen                             |               | 21 Mio.                                                      |
| Stadt Münster                           | CHF 102 Mio.  | 0,5 Mio. Euro jährlich                                       |
| Landkreis Osnabrück                     | EUR 19,6 Mio. |                                                              |
| Stadt Osnabrück                         | CHF 49,4 Mio. | 7,3 Mio. gegenüber Jahresanfang                              |
| Rheingau-Taunus-Kreis                   | EUR 185 Mio.  |                                                              |
| Stadt Waltrop                           |               | 5 Mio.                                                       |

Gründe für die Kreditaufnahme in Fremdwährung:
- Die Stadt Münster wollte das Zinsrisiko u. a. durch Aufnahme ihrer Kredite in unterschiedlichen Währungen minimieren.[33] Fünfzehn Prozent der städtischen Kredite durften in Schweizer Franken aufgenommen werden, einer Währung, die bis zur Freigabe des Wechselkurses bis zu zwei Prozent Zinsvorteil bot und als langfristig stabil beurteilt wurde.[33]

###### Österreich
Private Haushalte und Unternehmen halten Kredite in Schweizer Franken von über 29 Milliarden Euro. Das Land Salzburg haftet für einen Franken-Kredit der örtlichen Messegesellschaft durch den Kursanstieg des Frankens nun mit 27 statt 15 Millionen Euro.

###### Osteuropa
Durch die plötzliche Freigabe des Wechselkurses haben sich für zehntausende Osteuropäer in Schweizer Franken aufgenommene Immobilienkredite um fast ein Fünftel verteuert. Vielen droht der Verlust ihres Eigenheims. Schon vor Aufhebung des Mindestkurses führten hohe Kursverluste osteuropäischer Währungen gegenüber dem Schweizer Franken bei der Rückzahlung der Kredite zu höheren Zinsraten als von den Kreditnehmern geplant. Vielen drohte deshalb schon vor Aufgabe des Mindestkurses die Zahlungsunfähigkeit.
Bosnien und Herzegowina
Obwohl in Bosnien und Herzegowina nur 9000 Hausbesitzer verschuldet sind, fürchten diese ebenfalls, fällige Ratenzahlungen nicht rechtzeitig leisten zu können. Die Zahlungsschwierigkeiten der Kreditnehmer hier sind nach Meinung des Ökonomieprofessors Goran Radivojac aus Banja Luka schon vor der Festschreibung des Mindestkurses eskaliert, weil viele der Kreditnehmer die Kosten geringer einschätzten, als sich später herausstellte.
Kroatien
In Kroatien haben rund 60'000 Immobilienbesitzer ihre Kredite in Schweizer Franken aufgenommen. Kroatiens Parlament beschloss zwischenzeitlich auf Vorschlag der Regierung Erleichterungen für Franken-Kreditnehmer. Im Konsumentenkreditgesetz wurde ein fester Wechselkurs des Schweizer Frankens zur kroatischen Kuna von 6.38 Kuna pro Schweizer Franken fixiert.
Polen
Ab 2004 hatten hunderttausende Polen Hypothekenkredite und Konsumkredite in Schweizer Franken aufgenommen. Nach offiziellen Angaben haben sich 700'000, nach pessimistischen Schätzungen bis zu 1,5 Millionen Polen durch derartige Kredite verschuldet, davon 566'000 durch Hypothekenkredite. Bei einem monatlichen Durchschnittsverdienst von 3800 Złoty müssen die Kreditnehmer als Zinsrate nun statt 2000 Złoty etwas über 2400 Złoty pro Monat an die Kreditgeber zurückzahlen. Nach Angabe von Finanzexperten waren schon 2014 sieben Prozent der Hypothekenkredite gefährdet. Am 15. Januar 2015 änderte sich der Wechselkurs innerhalb weniger Minuten von 3.55 Złoty auf 5.19 Złoty pro Schweizer Franken; der Wechselkurs hatte im Juli 2008 mit 1.98 Złoty pro Schweizer Franken seinen historischen Tiefpunkt erreicht. Erst am Vortag hatte die polnische Finanzaufsicht einen Wechselkurs von fünf Złoty pro Schweizer Franken als ungefährlich für die Stabilität des polnischen Bankensystems eingeschätzt. Dennoch brachen die Börsenkurse der polnischen Banken Gentin Noble und Millineum an der Warschauer Börse nach Freigabe des Wechselkurses massiv ein. Diese hatten bis zu 40 % ihrer Kredite in Schweizer Franken vergeben.
Rumänien
In Rumänien wurden an Hausbesitzer kaum scheinbar günstige, aber risikoreiche Kredite in Schweizer Währung vergeben. So beträgt der Anteil derartiger Kredite am gesamten Kreditvolumen in Rumänien nur 5 %.
Serbien
In Serbien befürchten 22'000 Kreditnehmer Offenbarungseid und Zwangsversteigerung ihres Besitzes. Der serbische Bankkundenverband Efektiva berechnete, dass jeder, der 2008 einen Kredit in Höhe von 43'000 Schweizer Franken aufnahm, heute mit 60'000 Euro verschuldet ist. Serbiens früherer Nationalbankchef Radovan Jelašić hatte schon 2007 vergeblich vor einer Subventionierung von Immobilienkrediten in Schweizer Franken gewarnt, da er befürchtete, dass diese die Kreditnehmer einem erhöhten Risiko aussetzen würden.
Tschechien
Auch in Tschechien wurden kaum Kredite in Schweizer Währung vergeben. Der Anteil am gesamten Kreditvolumen beträgt nur 0,02 %.
Ungarn
Im Gegensatz zu den Kreditnehmern anderer osteuropäischer Länder waren Kreditnehmer in Ungarn vom geänderten Wechselkurs des Forint zum Schweizer Franken nicht betroffen. Die Regierung von Premierminister Viktor Orbán hatte dort noch im November 2014 die Zwangsumwandlung aller in Fremdwährung aufgenommenen Immobilienkredite angeordnet.

###### Goldpreis

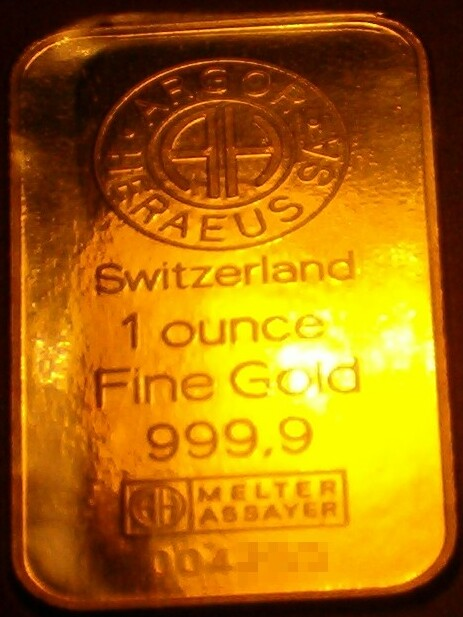
Eine Feinunze Gold in Barrenform

Nachdem der Schweizer Franken ohne Mindestkurs zum Euro gehandelt wurde, stieg der Goldpreis um 35 US-Dollar auf bis zu 1264 US-Dollar je Feinunze Gold, dem höchsten Stand seit September 2014. Ursache dafür können nach Händlerangaben zwei Gründe sein. Da der Dollar nicht nur gegenüber dem Schweizer Franken, sondern auch gegenüber anderen Währungen nach Wegfall des Euro-Mindestkurses an Wert verloren hat und Gold in der US-Währung gehandelt wird, ist der Erwerb für Anleger tendenziell günstiger als davor. Zusätzlich wird durch die Erwartung einer anhaltend lockeren Geldpolitik vieler Zentralbanken die Nachfrage nach dem Edelmetall beflügelt. Bedingt durch die damit verbundenen niedrigen Zinsen, ist Gold für Anleger attraktiv, obwohl das Edelmetall keine Zinsen abwirft.

Wechselkurs des US-Dollar zum Schweizer Franken seit 1971
Wechselkurs des Euro zum Schweizer Franken seit 1999

## Schweizer Franken ausserhalb der Schweiz
1924 wurde der Schweizer Franken auch in Liechtenstein eingeführt, wo er die Österreichische Krone und das Liechtensteiner Notgeld ablöste. Einen offiziellen Währungsvertrag mit der Schweiz schloss Liechtenstein jedoch erst am 19. Juni 1980 ab («Währungsvertrag zwischen der Schweizerischen Eidgenossenschaft und dem Fürstentum Liechtenstein»).
Die amtliche Währung der italienischen Exklave Campione d’Italia ist der Schweizer Franken.
Die deutsche Exklave Büsingen am Hochrhein benutzt den Euro als amtliche Währung; gehandelt wird jedoch meist mit dem Schweizer Franken.
Als Reservewährung spielt der Schweizer Franken eine eher untergeordnete Rolle.
Da mehrere internationale Sportverbände ihren Hauptsitz in der Schweiz haben, werden in vielen Sportarten Preisgelder in Schweizer Franken ausgezahlt bzw. Geldstrafen in Schweizer Franken verhängt.

## Münzen

### Umlaufmünzen
Die Schweizer Münzen werden von der offiziellen Swissmint (ehemals Eidgenössische Münzstätte) hergestellt.
Die Nennwerte, der Durchmesser, das Gewicht, die Randprägung wie auch die Legierung werden durch den Bundesrat bestimmt (Art. 2 MünzV), das EFD definiert die Toleranzgrenzen bezüglich Abmessungen und der Legierungen.
Folgende Münzen werden bis heute geprägt:
| Betrag    | Bild | Motiv                                     | Kranz                                  | Metall                  | Durchmesser | Dicke   | Masse  | Randprägung                                                                                 | Herstellungskosten | Spitznamen                                    |
| --------- | ---- | ----------------------------------------- | -------------------------------------- | ----------------------- | ----------- | ------- | ------ | ------------------------------------------------------------------------------------------- | ------------------ | --------------------------------------------- |
| 5 Rappen  |      | Libertas-Kopf (oft als Helvetia gedeutet) | Weinranke                              | 92 % Cu, 6 % Al, 2 % Ni | 17,15 mm    | 1,25 mm | 1,8 g  | glatt                                                                                       | 4,22 Rp.           | Fünferli, Halbbatzen, Füfi                    |
| 10 Rappen |      | Libertas-Kopf                             | Eichenlaub                             | 75 % Cu, 25 % Ni        | 19,15 mm    | 1,45 mm | 3 g    | glatt                                                                                       | 6,63 Rp.           | Zehnerli, Batzen, Zähni                       |
| 20 Rappen |      | Libertas-Kopf                             | Alpenrosen                             | 75 % Cu, 25 % Ni        | 21,05 mm    | 1,65 mm | 4 g    | glatt                                                                                       | 8,47 Rp.           | Zwanzigerli, Zwänzgerli, Zweibätzler, Zwänzgi |
| ½ Franken |      | Stehende Helvetia                         | links: Eichenlaub rechts: Alpenrosen   | 75 % Cu, 25 % Ni        | 18,20 mm    | 1,25 mm | 2,2 g  | gerippt                                                                                     | 7,10 Rp.           | Fufzgerli, Füfzgerli, Füfzgi                  |
| 1 Franken |      | Stehende Helvetia                         | links: Eichenlaub rechts: Alpenrosen   | 75 % Cu, 25 % Ni        | 23,20 mm    | 1,55 mm | 4,4 g  | gerippt                                                                                     | 9,93 Rp.           | Ei(n)fränkler                                 |
| 2 Franken |      | Stehende Helvetia                         | links: Eichenlaub rechts: Alpenrosen   | 75 % Cu, 25 % Ni        | 27,40 mm    | 2,15 mm | 8,8 g  | gerippt                                                                                     | 19,40 Rp.          | Zweifränkler                                  |
| 5 Franken |      | Alphirt (oft als Wilhelm Tell gedeutet)   | links: Edelweiss rechts: Blauer Enzian | 75 % Cu, 25 % Ni        | 31,45 mm    | 2,35 mm | 13,2 g | ★★★ DOMINUS PROVIDEBIT ★★★★★★★★★★ (von 1985 bis 1993 vertieft geprägt, sonst hervorstehend) | 36,30 Rp.          | Fünfliber, Fünffränkler, Göttibatzen, Schnägg |

Der Rand ist bei 5, 10 und 20 Rappen glatt, bei ½, 1 und 2 Franken gerippt und bei 5 Franken mit Sternen und der Aufschrift «DOMINUS PROVIDEBIT» versehen. Die deutsche Übersetzung der lateinischen Aufschrift lautet: Der Herr wird vorsorgen. Es handelt sich dabei um ein biblisches Zitat aus der Geschichte von der Opferung Isaaks.
Ausser Kurs gesetzt und nicht mehr geprägt werden der Ein- und Zweiräppler.
Die Landesbezeichnung ist auf allen Münzen mit «Confoederatio Helvetica», dem lateinischen Namen der Schweizerischen Eidgenossenschaft, oder «Helvetia» angegeben.

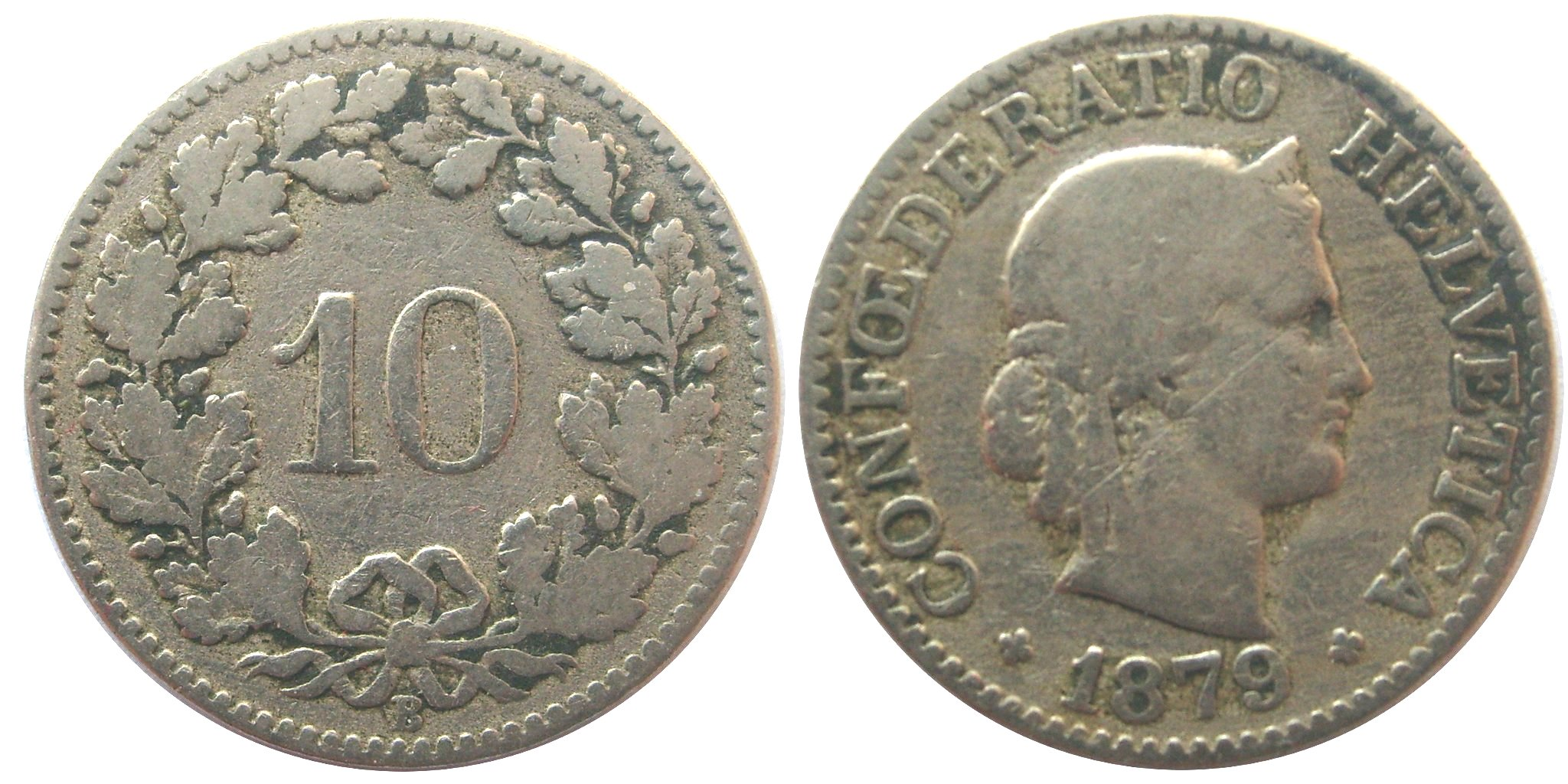
10-Rappen-Münze von 1879

Die ältesten heute noch gültigen Münzen sind die 10-Rappen-Münzen aus dem Jahre 1879. Unter allen Kursmünzen weltweit sind sie mit Abstand die ältesten, die bis heute mit gleichem Motiv und gleicher Legierung hergestellt werden.
Die 2-Franken-Münzen werden – als älteste – seit 1874 bis heute im gleichen Motiv geprägt. Die Ausgaben bis 1967 wurden jedoch auf Grund ihrer Silberlegierung (heute: Kupfernickel) zurückgezogen, da die Silberlegierung den Nominalwert überstieg. Dasselbe geschah gleichzeitig mit allen Münzwerten ab ½ Franken aufwärts (Ausnahme: 1969 gab es noch einmal 5-Franken-Münzen aus Silber). Münzen im Wert von ca. 350 Millionen Franken wurden in dieser Zeit im In- und Ausland eingeschmolzen. Seit 2004 wurden zudem die aus Reinnickel bestehenden Münzen zu 10 (1932–1939) und 20 Rappen (1881–1938) aus dem Verkehr gezogen, da Automaten diese nicht erkennen können.
Heute sind alle Münzen mit Ausnahme der 5-Rappen-Münze (seit 1981 Aluminiumbronze) in Kupfernickel legiert.
Das Einrappenstück, das im Zahlungsverkehr schon lange keine Rolle mehr spielte und dessen Herstellungskosten zuletzt 11 Rappen betrug, wurde per 1. Januar 2007 ausser Kurs gesetzt. Das bis 1974 geprägte Zweirappenstück wurde bereits 1978 aus dem Zahlungsverkehr genommen. Gleichzeitig mit der Abschaffung des Einräpplers wurde auch die Abschaffung des Fünfräpplers diskutiert. Da die Reaktionen darauf mehrheitlich negativ waren und unter anderem ein Preisanstieg befürchtet wurde, liess man diese Pläne fallen.

### Gedenkmünzen
Die Schweiz gibt seit 1936 gelegentlich und seit 1974 jährlich Gedenkmünzen heraus. Bis 1991 handelte es sich dabei um Fünffrankenmünzen, die in ihren technischen Daten mit den Kursmünzen identisch und kursgültig waren, auch wenn sie selten im Zahlungsverkehr anzutreffen waren. Heute werden Nominale zu 10 Franken (Bimetall), 20 Franken (20 g Silber-Kupfer-Legierung) und 50 Franken (11,29 g Gold-Kupfer-Legierung, wird nur über dem Nennwert verkauft) geprägt. Ihr Nennwert ist gesetzlich garantiert, für den allgemeinen Zahlungsverkehr sind sie jedoch nicht zugelassen.

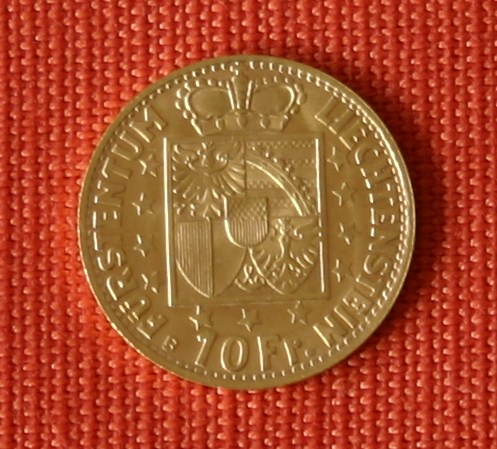
Liechtensteinische 10-Franken-Goldmünze von 1946 zu Gedenken an Fürst Franz Josef II., 2,90 g Feingold, geprägt nach der Norm der Lateinischen Münzunion

Der «Währungsvertrag Schweiz – Liechtenstein» von 1981 erlaubt es Liechtenstein mit Genehmigung des Eidgenössischen Finanzdepartementes (EFD), eigene Münzen zu prägen und diese in Umlauf zu setzen. Dies ermöglicht Liechtenstein, Gedenkmünzen zu besonderen Anlässen zu prägen. So wurden für das 200-jährige Jubiläum der Souveränität des Fürstentums 2006 zwei Münztypen im Nominalwert von 10 und 50 Franken geprägt. Als Zahlungsmittel sind diese jedoch nur in Liechtenstein gültig.

## Banknoten
Banknoten wurden zuerst von Geschäfts- und Kantonalbanken herausgegeben; 1907 erhielt die neu gegründete Schweizerische Nationalbank (SNB) als Zentralbank das alleinige Recht zur Banknotenausgabe (Notenmonopol). Die umgehend eingeführte erste Serie (Interimsnoten) basierte noch auf Entwürfen aus dem Ausland, ergänzt durch Schweizer Hoheitszeichen. 1909 druckte Orell Füssli probeweise Banknoten für die SNB, die basierend auf inländischen Entwürfen von mehreren Druckereien hergestellt und ab 1911 von der SNB als zweite Serie eingeführt wurden. In den 1970er-Jahren wurde mit der sechsten Serie die Sicherheitsdruck-Abteilung von Orell Füssli alleinige Druckerei für sämtliche Schweizer Banknoten. Die Herstellungskosten der 8. Serie beliefen sich auf rund 30 Rappen pro Banknote.
Liechtenstein hat nie Banknoten in Schweizer Franken ausgegeben und hat nach dem aktuellen schweizerisch-liechtensteinischen Währungsvertrag kein Recht dazu.

### Tabellarischer Überblick
| Serie | Einführung | Rückruf    | umtauschbar bis | Designer                                       | Bemerkungen                                                                      |
| ----- | ---------- | ---------- | --------------- | ---------------------------------------------- | -------------------------------------------------------------------------------- |
| 1.    | 1907       | 01.07.1925 | 01.07.1945      | Josef Storck und Albert Walch                  | Übergangsnoten                                                                   |
| 2.    | 1911       | 01.10.1958 | 01.10.1978      | Eugène Burnand, Ferdinand Hodler und S. Balzer | die 5-Franken-Note wurde erst 1980 zurückgerufen und verlor 2000 ihre Gültigkeit |
| 3.    | 1918–1930  | 1925/1956  | 1945/1976       | Orell Füssli                                   | sogenannte Kriegsnoten, nur 2 Noten ausgegeben                                   |
| 4.    | (1938)     | —          | —               | Victor Surbek und Hans Erni                    | Reserveserie, nie im Umlauf gewesen                                              |
| 5.    | 1956–1957  | 01.05.1980 | 01.05.2000      | Pierre Gauchat und Hermann Eidenbenz           |                                                                                  |
| 6.    | 1976–1979  | 01.05.2000 | unbefristet     | Ernst und Ursula Hiestand                      |                                                                                  |
| 7.    | (1984)     | —          | —               | Elisabeth und Roger Pfund                      | Reserveserie, nie im Umlauf gewesen                                              |
| 8.    | 1995–1998  | 30.04.2021 | unbefristet     | Jörg Zintzmeyer                                | abgelöst durch die 9. Serie                                                      |
| 9.    | 2016–2019  |            | unbefristet     | Manuela Pfrunder                               | im Umlauf                                                                        |

Die Banknoten sind jeweils bis zu ihrem Rückruf als gesetzliches Zahlungsmittel gültig, danach können sie zu ihrem Nennwert bei der Schweizerischen Nationalbank umgetauscht werden. Dafür gab es unterschiedliche Fristen. 1921 wurde eine Frist von 20 Jahren ab dem Rückruf eingeführt. Ab der 6. Serie verlieren die Banknoten nicht mehr ihren Wert, sondern können zeitlich unbefristet umgetauscht werden.

### Gültigkeitsdauer der Banknoten
Seit 2020 können ab der sechsten Banknotenserie von 1976 alle Banknoten auch nach deren Rückruf zeitlich unbegrenzt bei der Nationalbank zum Nennwert umgetauscht werden. Bis Ende 2019 galt die Regelung, dass nach der Emission des letzten Notenwerts einer neuen Serie die Schweizerische Nationalbank jeweils den Rückruf der alten Serie ankündigte. Danach konnten die Banknoten noch während zwanzig Jahren bei der Nationalbank zum Nennwert umgetauscht werden, nach dieser Frist waren die Noten wertlos.
Im April 2017 schlug der Schweizer Bundesrat im Einvernehmen mit der Schweizerischen Nationalbank vor, die Umtauschfrist für alte Banknoten aufzuheben. Der Schweizer Ständerat folgte diesem Vorschlag zunächst nicht, da die Kantone damit auf Einnahmen hätten verzichten müssen. Bis dahin zahlte die Nationalbank den Gegenwert der nicht umgetauschten Noten in den schweizerischen Fonds für Hilfe bei nicht versicherbaren Elementarschäden (Fondssuisse) ein. Der Ständerat schlug jedoch vor, dass nur noch ein Fünftel davon an den Fonds gehen und der Rest zu einem Drittel an den Bund und zu zwei Dritteln an die Kantone verteilt werden sollte. Im Juni 2019 lenkte der Ständerat ein, so dass seitdem Banknoten ab der sechsten Serie für eine unbegrenzte Zeit eingetauscht werden können. Die Gesetzesrevision trat zum 1. Januar 2020 in Kraft (Art. 9 Abs. 3 und 4 WZG).

### Banknotenserien
Alle untenstehenden Notenabbildungen aller Serien sind massstabgetreu zueinander.

#### Erste Serie von 1907
Die erste Serie bestand aus den Noten: 50, 100, 500 und 1000 Franken. Die Banknote zu 1000 Franken war für damalige Verhältnisse ein sehr hoher Wert. Sie entspräche nach heutiger Kaufkraft einer Banknote im Wert von 11'800 Franken. Die Noten wurden 1907 bei der Gründung der Nationalbank als «Interimsnoten» (zwischenzeitliche Noten) herausgegeben, da zwischen Gründung der Nationalbank und der Notenausgabe zu wenig Zeit war, um neue Noten zu schaffen. 1. Ausgabe: 20. Juni 1907, Rückruf: 1. Juli 1925, gültig bis: 30. Juni 1945.
Die Kupferplatten stammen von der Bradbury Wilkinson and Company in London, der Buchdruck und die Nummerierung erfolgten bei der Stämpfli & Co., der Kupferdruck fand bei Benziger in Einsiedeln statt.
| Betrag   | Vorderseite | Rückseite | Porträt  | Motiv     | Format in Millimetern | Ausgabedatum  |
| -------- | ----------- | --------- | -------- | --------- | --------------------- | ------------- |
| Fr. 50   |             |           | Helvetia | Ornamente | 103 × 166             | 20. Juni 1907 |
| Fr. 100  |             |           | Helvetia | Ornamente | 116 × 183             | 20. Juni 1907 |
| Fr. 500  |             |           | Helvetia | Ornamente | 126 × 199             | 20. Juni 1907 |
| Fr. 1000 |             |           | Helvetia | Ornamente | 132 × 215             | 20. Juni 1907 |

#### Zweite Serie von 1911
Die zweite Serie von 1911 bestand aus den Noten 5, 10, 20, 40, 50, 100, 500 und 1000 Franken. Die Serie war mehr als 67 Jahre gültig, die 10er- und 40er-Noten waren jedoch nie im Umlauf. 1. Ausgabe: 16. September 1911, Rückruf: 1. Oktober 1958, gültig bis: 30. September 1978. Die 5er-Note wurde erst am 1. Mai 1980 zurückgerufen und war bis 30. April 2000 gültig.
Der Druck der 1000er-, 500er-, 100er-, 50er- und der 10er-Note erfolgte bei Waterlow in London. Die 40er-, 20er- und 5er-Note wurde bei Orell Füssli gedruckt.
| Betrag   | Vorderseite | Rückseite | Porträt                 | Motiv                             | Format in Millimetern | Ausgabedatum       |
| -------- | ----------- | --------- | ----------------------- | --------------------------------- | --------------------- | ------------------ |
| Fr. 5    |             |           | Wilhelm Tell            | Ornamente, Rosette                | 72 × 125              | 3. August 1914     |
| Fr. 10   |             |           | Neuenburgerin           | Ornamente, Rosette                | 82 × 135              | – (Reservenote)    |
| Fr. 20   |             |           | Vreneli                 | Ornamente, Rosette                | 95 × 163              | 31. Juli 1914      |
| Fr. 40   |             |           | Arnold Winkelried       | Ornamente, Rosette                | 82 × 144              | – (Reservenote)    |
| Fr. 50   |             |           | Frauenkopf im Medaillon | Holzfäller (Ferdinand Hodler)     | 106 × 165             | 22. Dezember 1911  |
| Fr. 100  |             |           | Frauenkopf im Medaillon | Mäher (Ferdinand Hodler)          | 115 × 181             | 16. September 1911 |
| Fr. 500  |             |           | Frauenkopf im Medaillon | Handstickerinnen (Eugène Burnand) | 125 × 200             | 24. Dezember 1912  |
| Fr. 1000 |             |           | Frauenkopf im Medaillon | Giesserei (Eugène Burnand)        | 131 × 216             | 16. September 1911 |

#### Dritte Serie von 1918
Die dritte Serie bestand aus mehreren Noten, die während der Jahre 1918 bis 1930 als «Kriegsnoten» entstanden. Sie besteht aus drei verschiedenen 20er-Noten und zwei verschiedenen 100er-Noten, von denen jeweils nur eine ausgegeben wurde.
Die ausgegebene 100er-Note wurde bereits am 1. Juli 1925 zurückgerufen und am 1. Juli 1945 wertlos. Die 20er-Note wurde am 1. April 1956 zurückgerufen und am 1. April 1976 wertlos.
| Betrag  | Vorderseite | Rückseite | Porträt                    | Motiv                                 | Format in Millimetern | Ausgabedatum       |
| ------- | ----------- | --------- | -------------------------- | ------------------------------------- | --------------------- | ------------------ |
| Fr. 20  |             |           | Johann Heinrich Pestalozzi | Schweizer Kreuz                       | 86 × 143              | 15. Juli 1930      |
| Fr. 20  |             |           | Johann Heinrich Pestalozzi | Schweizer Kreuz                       | 86 × 143              | – (Reservenote)    |
| Fr. 20  |             |           | Freiburgerin               | Ornamente und Rosette                 | 88 × 141              | – (Reservenote)    |
| Fr. 100 |             |           | Wilhelm Tell               | Ornamente, Rosette und Jungfraumassiv | 115 × 180             | 27. September 1918 |
| Fr. 100 |             |           | Wilhelm Tell               | Ornamente, Rosette und Jungfraumassiv | 115 × 180             | – (Reservenote)    |

#### Vierte Serie von 1938
Die vierte Serie bestand aus den Noten 50, 100, 500 und 1000 Franken. Es handelte sich um eine Reserveserie, die bei Orell Füssli gedruckt wurde. Sie wurde nie ausgegeben. Bei der 500er-Note blieb es bei einem Probeabzug. Die 50er-, 500er- und 1000er-Note wurden von Hans Erni gestaltet, die 100er von Victor Surbek.
| Betrag   | Vorderseite | Rückseite | Porträt                   | Motiv                     | Format in Millimetern | Ausgabedatum |
| -------- | ----------- | --------- | ------------------------- | ------------------------- | --------------------- | ------------ |
| Fr. 50   |             |           | Frauenkopf im Medaillon   | Stier                     | 96 × 167              | –            |
| Fr. 100  |             |           | Haslitalerin im Medaillon | Guillochen und Wertziffer | 106 × 190             | –            |
| Fr. 500  |             |           | Frauenkopf im Medaillon   | Chemie                    | 116 × 210             | –            |
| Fr. 1000 |             |           | Frauenkopf im Medaillon   | Turbine                   | 125 × 228             | –            |

#### Fünfte Serie von 1956
Die fünfte Serie bestand aus den Noten 10, 20, 50, 100, 500 und 1000 Franken.
1. Ausgabe: gestaffelt ab 29. März 1956, Rückruf: 1. Mai 1980, gültig bis: 30. April 2000.
Die 10er- und die 20er-Note wurden von Hermann Eidenbenz gestaltet und bei Orell Füssli in Zürich gedruckt, die höherwertigen Noten wurden von Pierre Gauchat gestaltet und bei Waterlow bzw. De La Rue gedruckt.
| Betrag   | Vorderseite | Rückseite | Porträt          | Motiv        | Format in Millimetern | Ausgabedatum    |
| -------- | ----------- | --------- | ---------------- | ------------ | --------------------- | --------------- |
| Fr. 10   |             |           | Gottfried Keller | Nelkenwurz   | 75 × 137              | 1. Oktober 1956 |
| Fr. 20   |             |           | Henri Dufour     | Silberdistel | 85 × 155              | 29. März 1956   |
| Fr. 50   |             |           | Mädchenkopf      | Apfelernte   | 95 × 173              | 14. Juni 1957   |
| Fr. 100  |             |           | Knabenkopf       | St. Martin   | 105 × 191             | 14. Juni 1957   |
| Fr. 500  |             |           | Frauenkopf       | Jungbrunnen  | 115 × 210             | 14. Juni 1957   |
| Fr. 1000 |             |           | Frauenkopf       | Totentanz    | 125 × 228             | 14. Juni 1957   |

#### Sechste Serie von 1976
Die sechste Serie wurde von Ernst und Ursula Hiestand gestaltet und von Orell Füssli in Zürich gedruckt. Sie bestand aus den Notenwerten 10, 20, 50, 100, 500 und 1000 Schweizer Franken. Die Banknoten wurden gestaffelt ab 4. Oktober 1976 ausgegeben und wurden zum 1. Mai 2000 zurückgerufen. Die Noten können unbeschränkt bei der Schweizerischen Nationalbank zum vollen Nennwert umgetauscht werden.
| Betrag   | Vorderseite | Rückseite | Porträt                     | Motiv | Format in Millimetern | Ausgabedatum     |
| -------- | ----------- | --------- | --------------------------- | --- | --------------------- | ---------------- |
| Fr. 10   |             |           | Leonhard Euler              | Eine Wasserturbine, unser Sonnensystem (wobei der Schweif des Halleyschen Kometen fälschlicherweise nicht von der Sonne wegzeigt) und der Strahlengang in einem Linsensystem | 66 × 137              | 5. November 1979 |
| Fr. 20   |             |           | Horace-Bénédict de Saussure | Eine Gebirgslandschaft, eine Gruppe von Bergsteigern (vermutlich nach einem Werk von Henri L’Evêque, siehe dieses Bild) und Ammoniten                                        | 70 × 148              | 4. April 1979    |
| Fr. 50   |             |           | Conrad Gessner              | Ein Uhu, eine Primel und Sterne | 74 × 159              | 4. Oktober 1978  |
| Fr. 100  |             |           | Francesco Borromini         | Der Kirchturm und Grundriss der Sant’Ivo alla Sapienza | 78 × 170              | 4. Oktober 1976  |
| Fr. 500  |             |           | Albrecht von Haller         | Eine schematische Darstellung der Atmung und eine Muskelfigur | 82 × 181              | 4. April 1978    |
| Fr. 1000 |             |           | Auguste Forel               | Drei Ameisen und der Vertikalschnitt durch einen Ameisenhaufen | 86 × 192              | 4. April 1978    |

#### Siebte Serie von 1984
Sie wurde in den 1980er-Jahren entworfen und bildete die Reserveserie. Das Aussehen und die Daten dieser Banknoten waren nicht für die Öffentlichkeit bestimmt (sogenannte Geheimreserve).
Die Noten dieser Serie wären eingesetzt worden, falls die sich aktuell im Umlauf befindenden Noten massenhaft gefälscht worden wären. Es handelte sich um die letzte Reserveserie. Anstelle einer Reserveserie wurde bei der achten Serie das Sicherheitssystem laufend weiterentwickelt. Inzwischen wurde auch das Aussehen der siebten Serie veröffentlicht.
Auf dieser Serie sind die gleichen Personen (allerdings nach anderen Vorlagen) abgebildet wie in der sechsten Serie, mit Ausnahme von Auguste Forel, der durch Louis Agassiz ersetzt wurde.
| Betrag   | Vorderseite | Rückseite | Porträt                     | Motiv | Format in Millimetern | Ausgabedatum  |
| -------- | ----------- | --------- | --------------------------- | --- | --------------------- | ------------- |
| Fr. 10   |             |           | Leonhard Euler              | Die Gammafunktion, unser Sonnensystem und eine Zahlentabelle                                                       | 66 × 137              | keine Ausgabe |
| Fr. 20   |             |           | Horace-Bénédict de Saussure | Ein Hygrometer und der Montblanc                                                                                   | 70 × 148              | keine Ausgabe |
| Fr. 50   |             |           | Conrad Gessner              | Ein Steinadler, eine Tiermetamorphose und ein lateinischer Text                                                    | 74 × 159              | keine Ausgabe |
| Fr. 100  |             |           | Francesco Borromini         | Der Grundriss von San Carlo alle Quattro Fontane, die Turmspitze der Sant’Ivo alla Sapienza und eine Friedenstaube | 78 × 170              | keine Ausgabe |
| Fr. 500  |             |           | Albrecht von Haller         | Eine Anatomietafel aus dem 18. Jahrhundert sowie ein Röntgenbild des menschlichen Brustkorbs                       | 82 × 181              | keine Ausgabe |
| Fr. 1000 |             |           | Louis Agassiz               | Der Kopf und das Skelett eines Barsches                                                                            | 86 × 192              | keine Ausgabe |

#### Achte Serie von 1995
Die achte Banknotenserie, die ab 1995 eingeführt wurde, umfasst sechs Stückelungen (Nennwerte) mit Porträts von Schweizer Kulturschaffenden, die zu einem bedeutenden Teil im Ausland gewirkt hatten. Dabei wurde auf die Ausgabe einer 500-Franken-Banknote verzichtet, jedoch neu eine Banknote im Wert von 200 Franken eingeführt. Die Noten wurden zwischen 1995 und 1998 ausgegeben und per 30. April 2021 zurückgerufen. Die Noten können unbeschränkt bei der Schweizerischen Nationalbank zum vollen Nennwert umgetauscht werden.
| Betrag   | Vorderseite | Rückseite | Porträt                                  | Motiv                                                           | Format in Millimetern | Ausgabedatum    |
| -------- | ----------- | --------- | ---------------------------------------- | --------------------------------------------------------------- | --------------------- | --------------- |
| Fr. 10   |             |           | Le Corbusier (Architekt)                 | Grundriss des Regierungsviertels der indischen Stadt Chandigarh | 74 × 126              | 8. April 1997   |
| Fr. 20   |             |           | Arthur Honegger (Komponist)              | Pacific 231                                                     | 74 × 137              | 1. Oktober 1996 |
| Fr. 50   |             |           | Sophie Taeuber-Arp (Bildende Künstlerin) | Tête Dada, 1919                                                 | 74 × 148              | 3. Oktober 1995 |
| Fr. 100  |             |           | Alberto Giacometti (Bildender Künstler)  | L’Homme qui marche I                                            | 74 × 159              | 1. Oktober 1998 |
| Fr. 200  |             |           | Charles-Ferdinand Ramuz (Schriftsteller) | Lac de Derborence/Diablerets, Lavaux                            | 74 × 170              | 1. Oktober 1997 |
| Fr. 1000 |             |           | Jacob Burckhardt (Kunsthistoriker)       | Palazzo Strozzi, Florenz (Ausschnitt aus der Fassade)           | 74 × 181              | 1. April 1998   |

#### Neunte Serie von 2016
Die neunte Banknotenserie wurde von April 2016 bis September 2019 schrittweise eingeführt. Den Designwettbewerb gewann Manuel Krebs, allerdings wurde die Zweitplatzierte Manuela Pfrunder beauftragt, ihren Entwurf weiterzuführen.
Als Datum für die Einführung war ursprünglich der Herbst 2010 geplant. Um mehr Zeit für die Entwicklung neuer Sicherheitstechnologien zu haben, wurde der Termin zunächst auf 2012 verschoben, da bei der aktuellen Banknotenserie noch kein Sicherheitsmangel bestehe. Im Februar 2012 kündigte die Schweizerische Nationalbank wegen technischer Probleme eine weitere Verzögerung von mindestens einem Jahr an.
Ende 2012 wurde der Ausgabetermin abermals geändert; die Einführung sollte nunmehr in der Zeit von April 2016 bis 2019 stattfinden.
Als erste wurde die neue 50er-Note am 6. April 2016 anlässlich einer Medienkonferenz der Öffentlichkeit vorgestellt, die Ausgabe erfolgte ab dem 12. April 2016. Sie wurde von der Internationalen Banknotengesellschaft zur schönsten Note 2016 gewählt. Die übrigen Noten wurden im Abstand von einem halben oder ganzen Jahr in Umlauf gebracht.
| Betrag   | Vorderseite | Rückseite | Motiv | Format in Millimetern | Ausgabedatum       |
| -------- | ----------- | --------- | --- | --------------------- | ------------------ |
| Fr. 10   |             |           | Zeit, die organisierende Seite der Schweiz: Vorderseite: Ein weibliches Händepaar mit Taktstock dirigiert den Takt; Kaleidoskopmuster: Zifferblätter; der Globus um die Datumsgrenze herum: Tagesende (Pazifik, Beringstrasse), Zeitzonen sind eingezeichnet; Sicherheitsstreifen: Auf dem Sicherheitsstreifen ist das Schweizer Bahnnetz abgebildet, ebenso sind die längsten Eisenbahntunnel der Schweiz in Kilometern aufgeführt. Rückseite: Zusammenführung zweier Geleise mittels einer Spaltweiche im Lötschberg-Basistunnel; Uhrwerk: steht für eine gut funktionierende Organisation; die Linien sind Skizzen des schweizerischen, des österreichischen und Teilen des ungarischen Eisenbahnnetzes. | 70 × 123              | 18. Oktober 2017   |
| Fr. 20   |             |           | Licht, die kreative Seite der Schweiz: Vorderseite: Eine knabenhafte, rechte Hand hält ein Prisma in einen Lichtstrahl, so dass das Licht in verschiedene Farben aufgefächert wird; Kaleidoskopmuster: Der Hintergrund der Note erinnert an einen Blick durch ein Kaleidoskop, bei dem bunte Effekte durch die Spiegelung von Licht entstehen; Globus vier Stunden früher (Pazifik, Nordamerika), über dem sich das Licht in Sternenbildern wiederfindet; Sicherheitsstreifen: Auf der Karte der Schweiz und der umliegenden Regionen sind die Lichtemissionen bei Nacht dargestellt, und die Entfernung verschiedener Himmelskörper zur Erde ist in Lichtsekunden aufgelistet. Rückseite: Eine Lichtprojektion auf die grosse Filmleinwand auf der Piazza Grande in Locarno während des Filmfestivals Locarno; Schmetterling: Das Licht macht die Farben des Schmetterlings und den Facettenreichtum der Natur erlebbar; die Linien zeigen eine Iris, die den Lichteinfall ins menschliche Auge regelt. | 70 × 130              | 17. Mai 2017       |
| Fr. 50   |             |           | Wind, die erlebnisreiche Seite der Schweiz: Vorderseite: Eine linke Hand hält eine reife Löwenzahnblüte in den Wind, und dieser bläst Achänen weg; Hintergrundmuster: Windpfeile; Globus weitere vier Stunden früher (Atlantik, Nord- und Südamerika), und die Windpfeile auf dem Globus zeigen die Richtungen der Winde, welche die Schweiz mit anderen Regionen und Kontinenten verbinden; Sicherheitsstreifen: Auf dem Sicherheitsstreifen ist das Alpenmassiv dargestellt, und die Hauptgipfel der Schweizer Alpen mit einer Höhe von über 4000 m ü. M. sind namentlich aufgelistet, von A wie Aletschhorn bis Z wie Zumsteinspitze. Rückseite: Luftströme umfliessen glaziale Alpengipfel und führen zu Auf- oder Abwinden; Gleitschirmflieger; Höhenkurven illustrieren die abwechslungsreiche Landschaft der Schweiz. | 70 × 137              | 12. April 2016     |
| Fr. 100  |             |           | Wasser, die humanitäre Seite der Schweiz: Vorderseite: Ein Händepaar hält, eine hohle Hand machend, Wasser hin; Globus weitere vier Stunden früher (Atlantik, Europa, Afrika, Naher Osten). Etliche Flüsse sind mit ihrer Länge aufgeführt. Rückseite: Wasser fliesst entlang einer senkrechten, aber trotzdem vegetativ bewachsenen Felswand im trockenen Wallis; Suonen. | 70 × 144              | 12. September 2019 |
| Fr. 200  |             |           | Materie, die wissenschaftliche Seite der Schweiz: Vorderseite: Eine rechte Hand zeigt mit Daumen, Zeigefinger und Mittelfinger die drei Dimensionen an (siehe Drei-Finger-Regel); Globus weitere vier Stunden früher (Indischer Ozean, Afrika, Europa, Naher Osten, Russland, Asien). Die Darstellung über dem Globus zeigt die Verteilung der Landmassen in der späten Kreidezeit. Rückseite: Partikel durchströmen einen Teilchendetektor des LHCs des CERNs in Genf; Partikelkollisionsgraphik. | 70 × 151              | 22. August 2018    |
| Fr. 1000 |             |           | Sprache, die kommunikative Seite der Schweiz: Vorderseite: Zwei zum Gruss gereichte Hände; Globus weitere vier Stunden früher: Tagesbeginn (Indischer Ozean, Asien, Australien, Pazifik). Über dem Globus sind phonetische Zeichen abgebildet. Rückseite: Während der Vereinigten Bundesversammlung der eidgenössischen Räte im Bundeshaus in Bern werden in einer der Landessprachen Reden gehalten; Graphik eines Beziehungsnetzes. | 70 × 158              | 13. März 2019      |

#### In Planung: Zehnte Serie (frühestens Anfang der 2030er-Jahre)
2024 wurde der Gestaltungswettbewerb zur zehnten Banknotenserie angekündigt, welche frühestens Anfang der 2030er-Jahre erscheinen soll. Im August 2025 veröffentlichte die SNB zwölf Konzepte und startete zusammen mit einem Meinungsforschungsinstitut eine Umfrage, in der die Bevölkerung die Entwürfe bewerten kann. Anfang 2026 wird die SNB die Gewinnerin oder den Gewinner des Gestaltungswettbewerbs bestimmen und den Entscheid bekanntgeben.

### Fälschungssicherheit

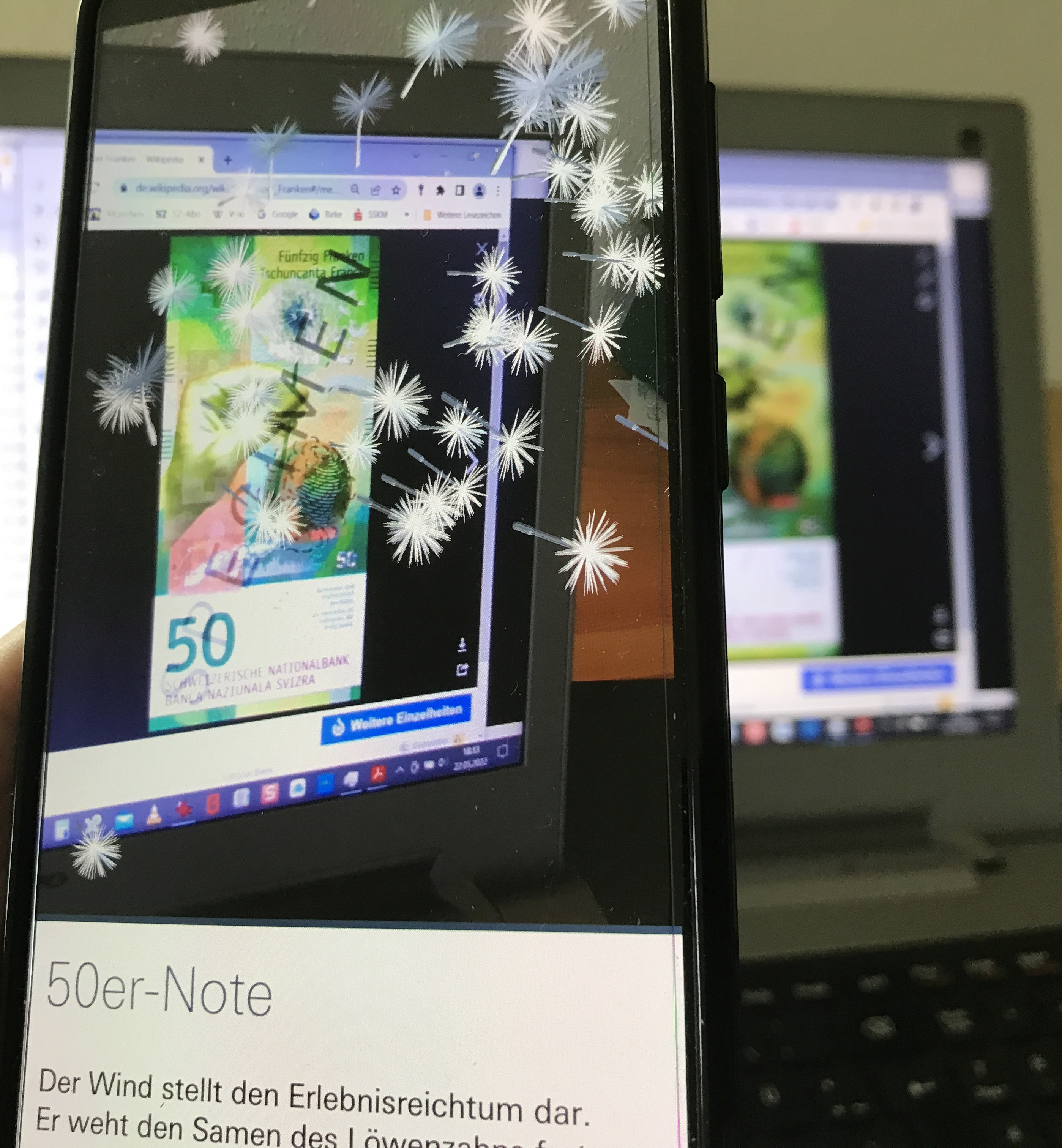
App Swiss Banknotes mit animierter Pusteblume für 50 Schweizer Franken (dargestellt auf dem PC-Bildschirm)

Die aktuellen Banknoten der neunten Serie gehören zu den fälschungssichersten der Welt. Sie haben bis zu 18 verschiedene Sicherheitsmerkmale, um Fälschungen nahezu unmöglich zu machen. In der maschinellen Banknotenbearbeitung der SNB und der sonstigen Akteure im Geldkreislauf wird laufend die Echtheit der umlaufenden Banknoten überprüft.
Das von Landqart hergestellte Substrat mit der Bezeichnung Durasafe wurde erstmals für die neunte Serie verwendet. Es ist hybrid aufgebaut und besteht aus einer Polymerfolie im Inneren und einer Deckschicht aus Baumwolle, die aus Nebenprodukten der Baumwollverarbeitung (sogenannten Lintern) gewonnen wird. Es ist etwas dicker als das früher verwendete Substrat und verbindet die Vorteile von Papier, insbesondere die haptischen Sicherheitsmerkmale, mit Kunststoff für verbesserte Haltbarkeit und komplexe Durchsichtfenster.
Die SNB stellt eine kostenlose Mobile App SwissBanknotes zur Verfügung, um das Banknotendesign und die vom Menschen erkennbaren Sicherheitsmerkmale interaktiv zu erklären und spielerisch anhand einer vorgelegten Banknote zu animieren. Die App unterstützt keine Echtheitsprüfung, so dass sie auch mit Bildschirmanzeigen oder einfachen Drucken funktioniert.

### Specimen
Werden Schweizer Banknoten reproduziert, zum Beispiel zur Verwendung als Prüfmuster, Spielgeld oder zu Werbezwecken, so ist der Aufdruck «SPECIMEN» (deutsch: «Probe»/«Muster») auf den Noten der Schweizer Franken zwingend, dabei muss die Länge des Wortes mindestens 75 % und die Breite 15 % der Banknote ausmachen. Der Aufdruck kann weggelassen werden, sofern sie durch andere Merkmale (wie Grösse etc.) klar von echten Noten unterschieden werden kann.

### Die 1000-Franken-Note als «teuerste Note»
Die 1000-Franken-Banknote wird von der Schweizerischen Nationalbank bereits seit der ersten Serie (1907) ausgegeben. Dabei handelte es sich seit je um eine Banknote von ausserordentlich hohem Wert. So hatte 1907 die 1000-Franken-Note einen heutigen teuerungsbereinigten Wert von 11'800 Franken.
Von den bekannteren Währungen resp. den Leitwährungen ist die 1000-Franken-Note weltweit mit Abstand die im regulären Umlauf befindliche Banknote mit dem höchsten Wert bzw. der höchsten Kaufkraft, gemessen am Wechselkurs zu anderen Währungen. So beträgt z. B. der aktuelle Wert der höchsten regulär noch im Umlauf befindlichen Euro-Banknote EUR 500.– (= ca. CHF 470.–), der höchsten regulär noch im Umlauf befindlichen US-Dollar-Note 100.– US$ (= ca. CHF 80.–), der höchsten von der Bank of England herausgegebenen Pfund-Sterling-Note GBP 50.– (= ca. CHF 55.–) oder der höchsten japanischen Yen-Note JPY 10'000.– (= ca. CHF 55.–).
Unter Berücksichtigung sämtlicher Währungen ist die 1000-Franken-Note weltweit die im regulären Umlauf befindliche Banknote mit dem höchsten Wert bzw. der höchsten Kaufkraft, die noch ausgegeben wird. Werden nicht mehr ausgegebene oder nicht mehr im regulären Umlauf befindliche, aber noch gültige Banknoten mitberücksichtigt, gibt es in mehreren anderen Währungen «teurere» Banknoten, so existiert z. B. eine 10'000-Brunei-Dollar-Note (ca. 6300 Franken), die seit 2020 nicht mehr ausgegeben wird, oder eine 10'000-Singapur-Dollar-Note, die seit 2014 nicht mehr ausgegeben wird. Beim US-Dollar wurden bis 1945 Banknoten mit den Werten von 1'000 US$, 5'000 US$ und 10'000 US$ ausgegeben und 1967 zurückgerufen, sie bleiben jedoch legales Zahlungsmittel. Gedruckt, nie im Umlauf gewesen, aber legales Zahlungsmittel ist ferner eine Note mit dem Wert von 100'000 US$.
Mit dem Aufkommen des elektronischen Zahlungsverkehrs sank der wirtschaftliche Bedarf an Banknoten mit sehr hohem Wert / Kaufkraft. Trotzdem stieg die Verbreitung der 1000-Franken-Note in den letzten Jahren stetig an: Waren im Jahr 2004 noch 20 Millionen «Tausender» im Umlauf, waren es 2014 bereits 38 Millionen. Vermutlich wird die 1000-Franken-Note vermehrt zur physischen Aufbewahrung von Vermögen in Bankschliessfächern oder ausserhalb von Geldinstituten verwendet von Personen, die gegenüber Banken Misstrauen hegen, Negativzinsen vermeiden wollen oder die – illegalerweise – ihr Vermögen nicht versteuern möchten. Auch im kriminellen Umfeld, insbesondere bei organisierter Kriminalität, wird Bargeld bevorzugt sowohl zur Abwicklung von mitunter äusserst kostspieligen Transaktionen (z. B. beim Drogenhandel) wie auch als Geldanlage, wofür die 1000-Franken-Note besonders geeignet erscheint. Da der Schweizer Franken zudem als sichere Währung gilt, ist die Note auch für ausländische (nicht schweizerische) Kriminelle attraktiv. Zwecks Bekämpfung namentlich von Geldwäscherei, Terrorfinanzierung und Drogenhandel wurde im April 2019 der 500-Euro-Schein abgeschafft. Auch in der Schweiz gab es vereinzelt entsprechende Forderungen. Da die Schweizer jedoch als besonders bargeldaffin gelten und die Wirksamkeit der Kriminalitätsbekämpfung fraglich ist, bestehen keine konkreten Absichten zur Abschaffung der 1000-Franken-Note, im Gegenteil: Am 13. März 2019, nur zwei Monate vor der Abschaffung des 500-Euro-Scheins, gab die Schweizerische Nationalbank die 1000-Franken-Note in der aktuellen, 9. Banknotenserie erstmals aus.
Parallel zur 1000-Franken-Note als «teuerster» Banknote handelt es sich beim Fünffrankenstück um eine der «teuersten» Kursmünzen.

### Banknotenumlauf
Im Jahr 2017 betrug der durchschnittliche Banknotenumlauf 76'507'131'570 Franken. Diese Summe war auf insgesamt 449'531'533 Banknoten verteilt. Den höchsten wertmässigen Anteil machte die 1000-Franken-Note mit 47'313'516'000 Franken (61,8 %) aus. Daraus lässt sich schliessen, dass ein grosser Anteil des Bargeldes ausserhalb des Zahlungsverkehrs als Wertaufbewahrungsmittel genutzt wird. Bezogen auf die Stückzahl war die 100-Franken-Note am häufigsten anzutreffen: Es zirkulierten 125'486'986 Banknoten zu 100 Franken, was einen Anteil von 27,9 % an der Anzahl aller Schweizer Banknoten bedeutet.

## Umgangssprachliche Bezeichnungen
Der Franken wird in der Umgangssprache, den Dialekten der deutschsprachigen Schweiz, oft auch Stutz genannt. Dazu gibt es verschiedene Erklärungen; beispielsweise hiess ein aus der Schweiz stammender, im Mittelalter berühmter Münzmeister im fränkischen Fürth Conrad Stutz (1582–1662). Einer anderen Interpretation zufolge soll früher Stutz, stutzen oder verstutzen «Tausch», «handeln» oder «verprassen» bedeutet haben. Ein weiteres saloppes Wort ist Stein (schweizerdeutsch Stei). Das Fünffrankenstück ist allgemein als Fünfliber (Füfliber, Föifliber) bekannt, wobei das Grundwort auf die französischen Livre zurückgeht; salopp heisst es auch Schnägg «Schnecke». Die 1000-Franken-Note wird umgangssprachlich auch «Ameise» genannt, da auf der sechsten Serie von 1976 auf dieser Note drei Ameisen abgebildet waren. Im französischen Sprachraum ist für den Franken umgangssprachlich die Bezeichnung balle (Plural: balles), die auch in Frankreich für den französischen Franc verbreitet war, üblich.
Zu den umgangssprachlichen Bezeichnungen für die Münzen siehe die Tabelle im Abschnitt Umlaufmünzen.